# Växjö tingsrätt
Växjö tingsrätt är en tingsrätt i Sverige med säte i Växjö. Domkretsen omfattar hela Kronobergs län, det vill säga kommunerna Alvesta, Lessebo, Ljungby, Markaryd, Tingsryd, Uppvidinge, Växjö och Älmhult. 
Tingsrätten med dess domkrets ingår i domkretsen för Göta hovrätt.
Växjö tingsrätt utgör även en mark- och miljödomstol.

## Administrativ historik
Vid tingsrättsreformen 1971 bildades denna tingsrätt i Växjö av Växjö rådhusrätt samt häradsrätterna för Mellersta Värends tingslag och Östra Värends tingslag. Inledningsmässigt använde tingsrätten Kinnevalds och Nordvidinges häraders tingshus som tingslokal för att 1977 flytta till ett nytt hus. Domsagan utgjordes av Växjö kommun, Uppvidinge kommun, Tingsryds kommun, Lessebo kommun och Alvesta kommun.
12 september 2005 upphörde Ljungby tingsrätt och dess domsaga och Växjö domsaga utökades med Ljungby kommun, Markaryds kommun och Älmhults kommun.

## Lagmän
- 1971–1977: Lennart Wetterling
- 1977–1985: Fredrik Rekke
- 1985–1998: Anders Palm
- 1998-2010: Håkan Nordling
- 2011-Lars-Olle Larsson